# Vladislav II van Walachije
Vladislav II van Walachije (overleden tussen 22 juli en 22 augustus 1456) was de heerser van het vorstendom Walachije, vanaf 1447 tot 1448 en opnieuw van 1448 tot 1456.
Over de manier waarop Vladislav II aan de macht kwam, wordt nog steeds gedebatteerd. De meest aangenomen versie is dat Vladislav II de vorige heerser van Walachije Vlad II Dracul om liet brengen en daarna zelf de macht greep met hulp van koning Johannes Hunyadi. Een ander verhaal luidt dat Vladislav II door de Ottomanen werd geholpen om Dan III te vervangen en dat dit door de Hongaren werd geregeld.

## Levensloop
Het is onbekend of Vladislav II werd gevraagd deel te nemen aan de Slag bij Kosovo (1448). Het is wel zeker dat hij geen troepen zond als versterking tijdens de slag en dit resulteerde in enkele vorderingen van bezittingen in Transsylvanië door Johannes Hunyadi, waaronder Fǎgǎraş en Amlas op 23 april 1452. Vladislav legde vervolgens de handelsroute met Brasov aan banden, een gebied onder beheer van Hunyadi. Na onderhandelingen op 15 november 1455 vertelde Hunyadi dat de handel weer doorgang kon vinden, maar Vladislav II probeerde zijn bezittingen van Fǎgǎras terug te veroveren en daarbij gingen enkele Saksische dorpen in vlammen op. Als reactie hierop gaf Hunyadi aan Vlad (die bekend zou worden als Vlad de Spietser) de opdracht om samen met huursoldaten en de hulp van Saksen die hun huis bij de brand hadden verloren Vladislav II te verjagen.
Op 22 juli 1456 werd Vladislav II in een man-tegen-mangevecht door Vlad III Dracula gedood. Hoewel op Vladislavs grafsteen 22 augustus 1456 staat gegraveerd, gaat het mogelijk om de bijzetting van de steen. Hij werd niet begraven in het Snagovklooster dat hij stichtte, maar in het Dealuklooster.